# アンドレース・フェリペ・ソラノ
アンドレス・フェリペ・ソラーノ・メンドーサ（Andrés Felipe Solano Mendoza , 1977年- ）は、コロンビアの作家。

## 来歴
1977年、コロンビアのボゴタ生まれ。これまでに二つの小説「Sálvame, Joe Louis」（2007年）、「Los hermanos cuervo」（2012年）を発表。2007年、危険地帯として名高いコロンビアのメデジン地区に部屋を借り、六ヶ月そこにある工場で働く。その経験をもとに「Seis meses con el salario mínimo（最低賃金で六ヶ月）」と題したノンフィクションを書き、ガルシア・マルケスが委員長を務めるFundación Nuevo Periodismo Iberoamericanoの最終候補作品となる。2008年、韓国政府に招かれ、ソウルにて六ヶ月間の文学レジデンスに参加。そこで現在の妻と出会い、現在もソウル在住。短編小説「豚皮」がGRANTA 日本語版（GRANTA JAPAN with 早稲田文学 01）に掲載された。

### オンライン・テキスト
- クエルボ（鴉）兄弟
- Six Months on Minimum Wage（英語）: Words without Borders